# سفارت چین در اتاوا
سفارت چین در اتاوا (به انگلیسی: Embassy of China) یک سفارت در کانادا است که در اتاوا واقع شده‌است.